# Marcus Aemilius Lepidus (triumvir)
Marcus Aemilius Lepidus (Róma, Kr. e. 89 körül – Circeii, Kr. e. 13), római patricius, katonatiszt, politikus, a második triumvirátus tagja. Sulla-párti, majd lázadás közben kivégzett apja nevét viselte. Édesanyja, Appuleia Lucius Appuleius Saturninus, a híres néppárti politikus lánya volt. Apja a 78. év consulja, Marcus Aemilius Lepidus, az ősi Aemilius nemzetség sarja.

## A Caesar-pártban
Lepidus Iulius Caesar egyik legjelentősebb támogatója volt, az őt támogatásával lett Róma „polgármestere”. Cursus honoruma Kr. e. 49-es praetorságával kezdődött: ilyen minőségben ő nevezte ki első alkalommal az elmenekült consulok helyett adminisztratív dictatornak a hadvezért. Ezután Hispania Citerior helytartója lett, amely minőségben imperatori címet szerzett, és ismeretlen érdemeiért Kr. e. 47-ben triumphust tarthatott. Támogatását Pompeius bukása után Kr. e. 46-ban consulsággal jutalmazta a Caesar, aki szintén viselte a legfőbb magistraturát. Kr. e. 44-ben, Caesar halálának évében a magister equitumi (lovassági parancsnoki, azaz dictatorhelyettesi) címet viselte.
Ő volt az a március 15-i merénylet után, aki elsőként bosszút követelt, noha felesége, Iunia révén az egyik merénylő, Marcus Iunius Brutus a sógora volt. A tömegek és a katonaság, akik körében Caesar mindig is népszerű volt, gyorsan átvették a jelszót, így a gyilkosoknak hamarosan menekülniük kellett. Ezután Lepidus hamarosan elvesztette a kezdeményezői szerepet: szövetkezett a Caesar örökségét kezelő Marcus Antonius consullal, aki kijárta számára a pontifex maximusi tisztséget. Az év őszén sikerült békét kötnie a Szicíliát hatalmába kerítő Sextus Pompeiusszal, aki flottájával veszélyeztette Róma gabonaellátását. Antonius javaslatára ekkor a senatus határozatban emlékezett meg érdemeiről. Még a consul távozása és az Antonius-ellenes tábor hatalomra jutása után is megtiszteltetésekben részesült: Kr. e. 43. január 3-án Cicero javaslatára aranyozott lovasszobrot szavaztak meg neki a forumon az ifjabb Pompeius jogaiba való visszahelyezésére való tekintettel. Utóbb szintén „a polgárháború felszámolásáért” még egy triumphust szavaztak meg neki, miközben másodjára is imperatorrá kiáltották ki katonái.
Mindennek azonban nem volt túlzott jelentősége, ugyanis Lepidus még Kr. e. 44-ben tartományaiba távozott. Közben megérkezett Itáliába az ifjú Caius Octavianus, akit a dictator végrendeletében örökbe fogadott. Octavianus katonaságot toborzott, és a végrendeletben előírtak teljesítését (pénzosztás, kertek megnyitása) követelte. Caesar hadvezérei jobbnak látták nem nyilatkozni vagy elvonulni biztos távolságba: Caius Asinius Pollio Hispania Ulteriorból, Lucius Munatius Plancus Gallia Transalpinából, Lepidus pedig Gallia Narbonensisből és Hispania Citeriorból figyelte az eseményeket.
Antonius Kr. e. 43 végén megpróbálkozott a számára kisorsolt Gallia Cisalpina átvételével, de a republikánus helytartó, Decimus Brutus elsáncolta magát a provincia székhelyén, Mutinában (Modena). Antoniust Rómából is támadás érte a két consul, Caius Vibius Pansa és Aulus Hirtius, illetve a propraetori rangot elnyerő Octavianus vezetésével, és az két vereség után kénytelen volt Lepidushoz menekülni, aki már csak katonái nyomására is befogadta, a nyáron pedig a többi hadvezér nevében is az ellenségeskedés beszüntetésére szólította fel a senatust a köztársaság érdekére hivatkozva.

## A második triumvirátus
Az Antonius legyőzése után hazatérő Octavianus államcsínyt hajtott végre, majd a hadsereg követelésére tárgyalni kezdett a többi Caesar-párti hadúrral. Végül Kr. e. 43 novemberében Bononiában (Bologna) Lepidus, Antonius és Octavianus megkötötte a második triumvirátust és felosztotta egymás között a birodalom nyugati tartományait. Lepidusnak egész Hispania és Gallia Narbonensis jutott. Egyúttal a senatus öt évre szóló rendkívüli teljhatalmat szavazott meg számukra. A Brutusék elleni támadáshoz a fedezetet proscriptókkal kívánták előteremteni, amelynek mintegy 300 senator és 2000 lovag esett áldozatul.
Kr. e. 42-ben a philippi csatában Octavianus és Antonius seregei legyőzték a köztársaságiakat, közben a triumphust tartó Lepidus consulként Rómában maradt. Kr. e. 41-ben az ő két legiójának kellett volna megvédenie Róma városát a lázadó Lucius Antonius consul seregei ellen, de csúfos kudarcot vallott és Octavianushoz menekült. A perusiai háború végeztével triumvirtársa a következő évben Africába menesztette az Antonius-párttól átvett, megbízhatatlannak tartott csapatok élén. Ezek harmadszor is imperatorrá kiáltották ki, ami nem akadályozta meg a kiegyező Antoniust és Octavianust abban, hogy megfosszák galliai és hispaniai tartományaitól, helyette véglegesen a katonai szempontból jelentéktelen Africát jelölték ki számára. Kr. e. 38-ban öt évre meghosszabbították a triumvirátus megbízatását, megerősítve Lepidust Africa birtokában.

## Lepidus bukása
Lepidus az elkövetkező években kitartóan készülődött a visszatérésre. Kr. e. 38-ban – talán egy esetleges Pompeiusszal és Antoniusszal kötendő szövetség reményében – megtagadta, hogy részt vegyen Octavianus oldalán a Sextus Pompeius elleni háborúban, így háborítatlanul növelhette hatalmát. Kr. e. 36-ra tizenhat legiót toborzott, melyek birtokában megpróbálta megbuktatni triumvirtársát. Az alkalom akkor adódott, amikor Octavianus ismét megtámadta Sextus Pompeiust, és kiváló hadvezére, Marcus Vipsanius Agrippa szétzúzta a szicíliai hadúr flottáját. A győzelemben nagy szerepet játszott az Afrikából érkező mintegy 17 hadigálya, 1000 teherhajó, 12 legio, 500 numida lovas és rengeteg hadfelszerelés.
Miután Pompeius fejvesztve elmenekült, hadainak zöme Messina városába szorult vissza, ahol megadta magát. Agrippa meg akarta várni Octavianus döntését a nyolc legióval kapcsolatban, ám Lepidus elérkezettnek látta az időt a cselekvésre. Elfogadta a megadási feltételeket, sőt a pompeianus katonákat saját seregébe olvasztotta. Így már 20 légiónyi haderő állt rendelkezésére, ami óriási hatalmat jelentett. Amikor Octavianus megérkezett, visszakövetelte tőle régi tartományait, Hispaniát és Galliát, amiktől még 40-ben fosztották meg. Lepidus azonban nem volt elég karizmatikus vezető: túlereje ellenére rengeteg katonája alig egy nap leforgása alatt átállt a népszerű Octavianushoz, ő maga pedig végül polgári ruhában, könyörögve borult a fiatal politikus lába elé. Octavianus megkegyelmezett Lepidusnak, és a későbbiekben sem volt hajlandó bosszút állni rajta. A triumvir Kr. e. 13-ban halt meg Circeiben, itáliai villájában, miközben mindvégig megőrizte Caesartól „örökölt” pontifex maximusi rangját.